# Lincolnton (Géorgie)
Pour les articles homonymes, voir Lincolnton.
La ville de Lincolnton est le siège du comté de Lincoln, dans l’État de Géorgie, aux États-Unis. Sa population s’élevait à 1 566 habitants lors du recensement de 2010, estimée à 1 520 habitants en 2016.

## Histoire
Lincolnton a été fondée en 1798 en tant que siège du comté de Lincoln nouvellement créé. Elle a été incorporée en tant que town en 1817 et en tant que city en 1953.

## Démographie
| 1810 | 1870 | 1880 | 1890 | 1900 | 1910 |
| ---- | ---- | ---- | ---- | ---- | ---- |
| 106  | 92   | 70   | 220  | 221  | 375  |

| 1920 | 1930 | 1940 | 1950  | 1960  | 1970  |
| ---- | ---- | ---- | ----- | ----- | ----- |
| 657  | 916  | 894  | 1 315 | 1 450 | 1 442 |

| 1980  | 1990  | 2000  | 2010  | - | - |
| ----- | ----- | ----- | ----- | - | - |
| 1 406 | 1 476 | 1 595 | 1 566 | - | - |